# William Harris (nedador)
William White "Bill" Harris, Jr. (Honolulu, Hawaii, 26 d'octubre de 1897 – Honolulu, 7 de març de 1961) va ser un nedador estatunidenc que va competir a començament del segle xx.
El 1920 va prendre part en els Jocs Olímpics d'Anvers, on va disputar dues proves del programa de natació. En els 100 metres lliures guanyà la medalla de bronze, mentre en els 400 metres lliures quedà eliminat en sèries.